# Hommage à Courbet

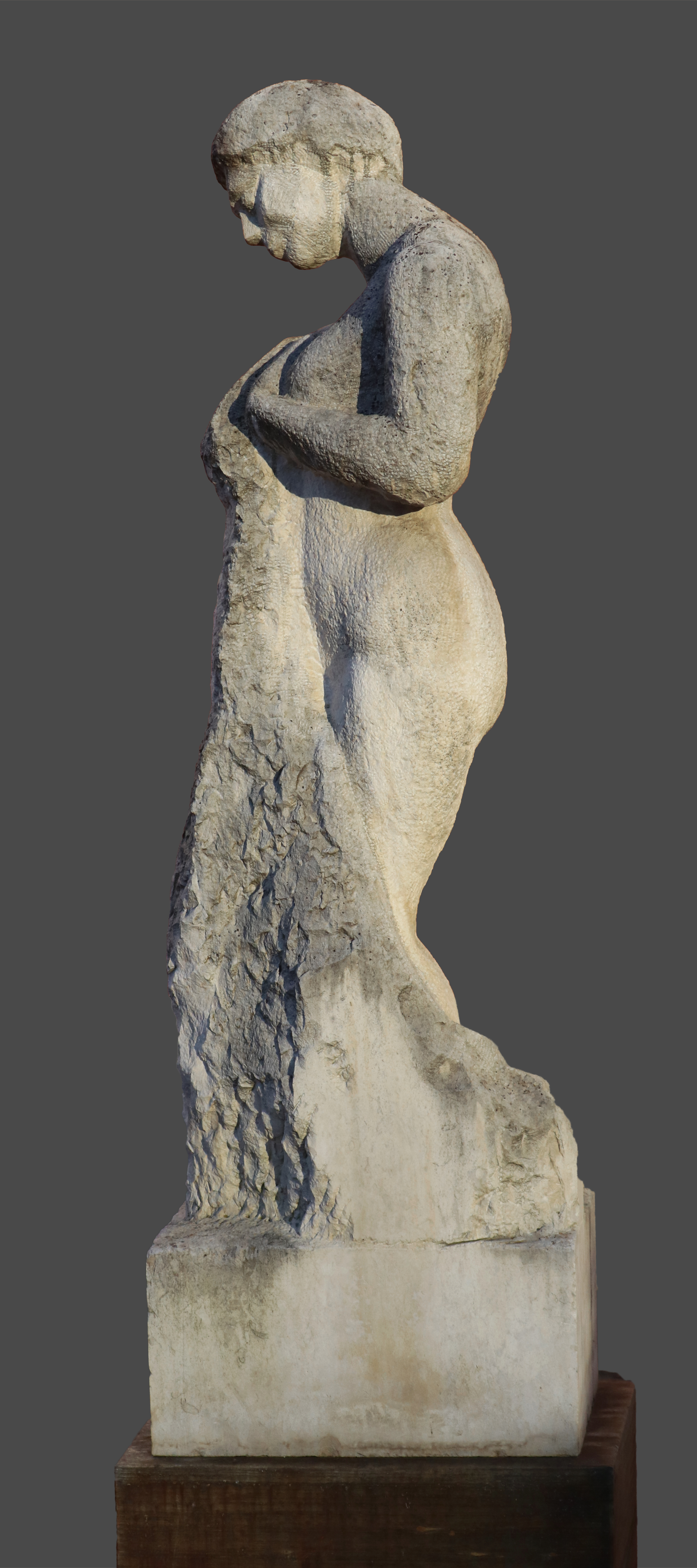
Hortensia: Hommage à Courbet

Die Skulptur Hommage à Courbet ist eine Steinskulptur, die von der österreichischen Bildhauerin Hortensia zwischen 1988 und 1995 geschaffen wurde. Die zwei Meter hohe Skulptur ist seit dem Jahr 2014 vor dem Rathaus in Deutschlandsberg aufgestellt.

## Beschreibung
Mit der Darstellung der weiblichen Aktfigur einer Muse in seinem Gemälde Das Atelier des Künstlers brach der Maler Gustave Courbet bewusst mit den starren Regeln der Tradition und begründete damit 1855 eine neue, realistische Sehweise. Mit der Skulptur Hommage à Courbet verwandelte Hortensia diese Aktfigur von der zweiten in die dritte Dimension und schuf eine monumentale Steinskulptur.

## Geschichte
„Ein Steinmonument wie ein Felsen: Die Skulptur Hommage à Courbet der Bildhauerin Hortensia wurde am 18. Juli 2014 vor dem Westportal des Rathauses in Deutschlandsberg feierlich von Bürgermeister Josef Wallner enthüllt. Die Steinplastik aus hartem rumänischem Kalkstein stellt eines der Hauptwerke der Künstlerin dar und entstand zwischen 1988 und 1995 in den Wiener Staatsateliers. Im Jahr 2001 wurde die Steinplastik bei einer großen Ausstellung der Bildhauerin am Platz der fünf Brunnen in Zadar gezeigt und übersiedelte danach ins Wiener Palais Harrach, wo sie dreizehn Jahre lang Anziehungspunkt für viele Touristen und Stadtführungen war.“

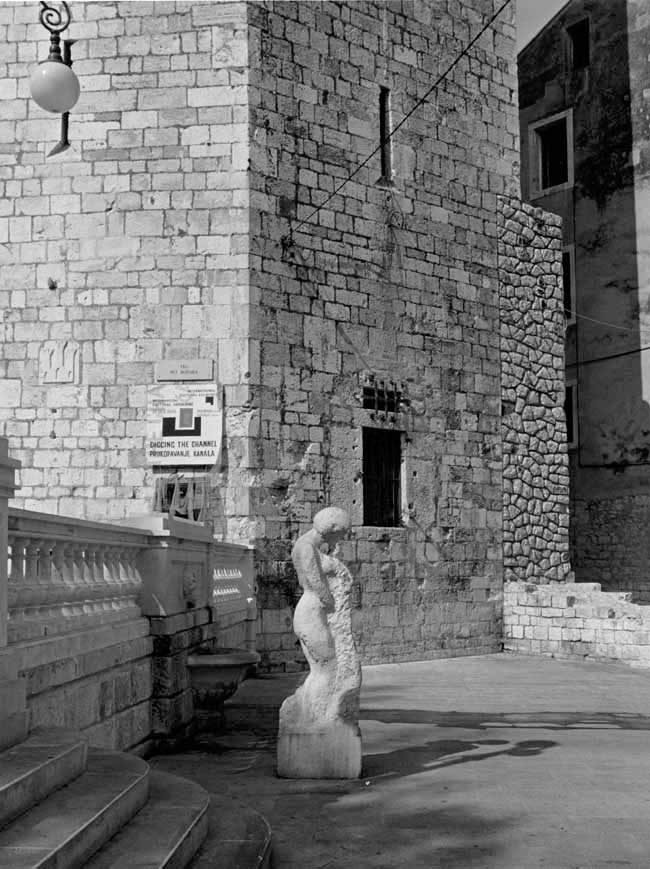
Zadar 2001
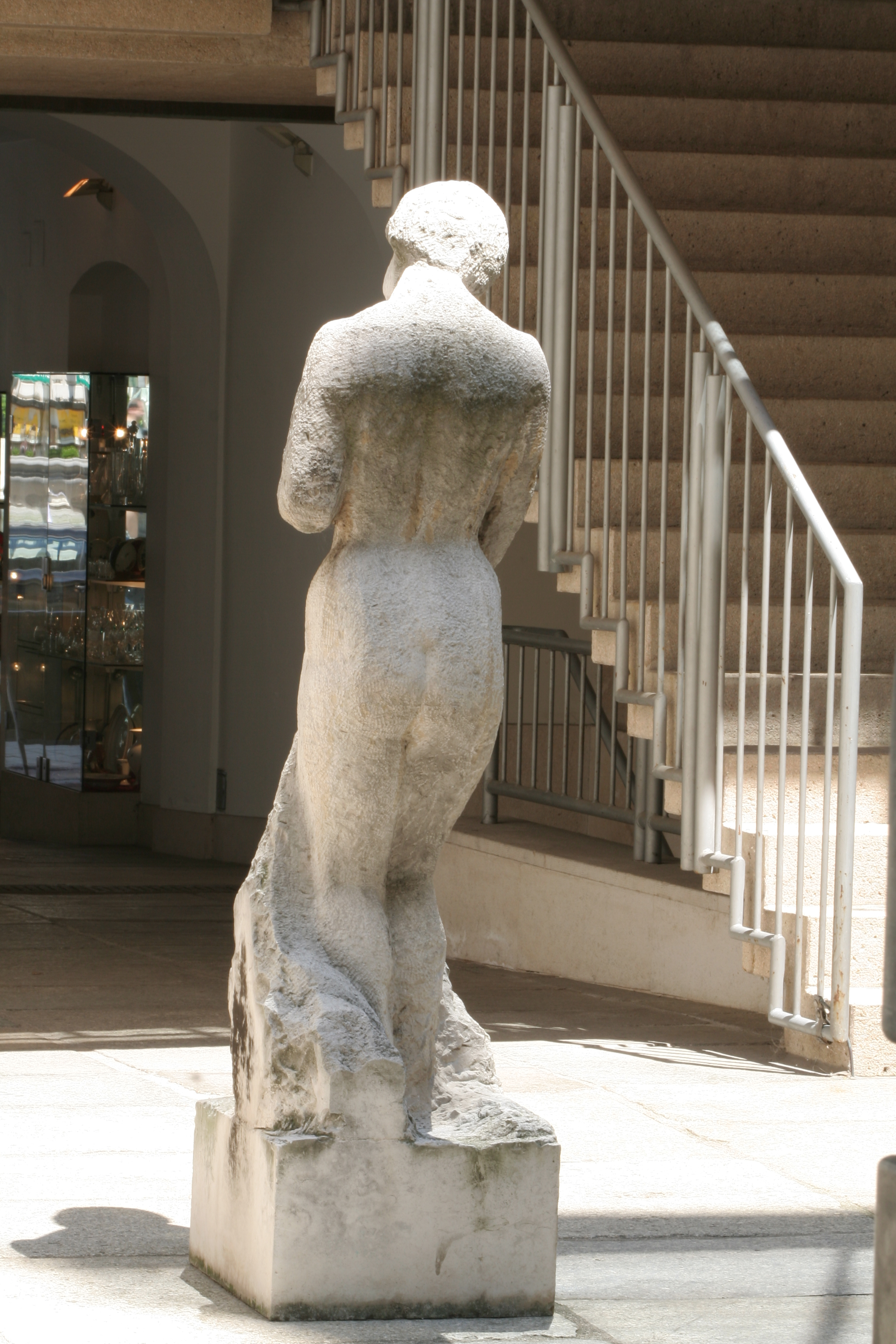
Palais Harrach, Wien, 2003
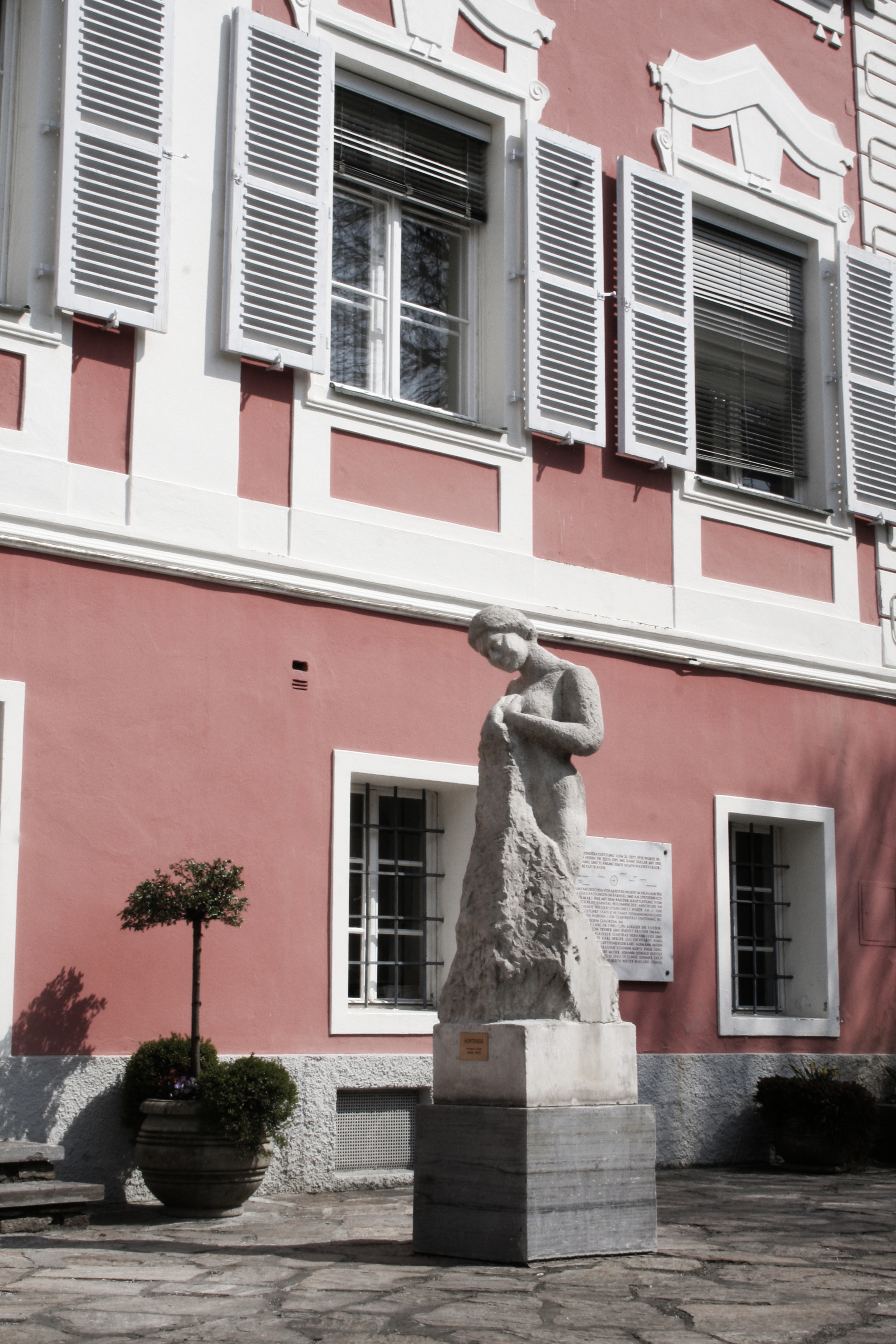
Rathaus in Deutschlandsberg, seit 2014